# Paraorygmatobothrium arnoldi
Espèce
Paraorygmatobothrium arnoldi est une espèce de vers plats de la famille des Phyllobothriidae. Elle a été décrite en 2006, et trouvée chez le Requin-citron faucille (Negaprion acutidens).